# آندریاس ولک
آندریاس ولک (انگلیسی: Andreas Volk؛ زادهٔ ۵ اوت ۱۹۹۶) بازیکن فوتبال اهل آلمان است.
از باشگاه‌هایی که در آن بازی کرده‌است می‌توان به باشگاه فوتبال آگسبورگ اشاره کرد.